# Ilir Ndraxhi
Ilir Ndraxhi (ur. 28 stycznia 1964 w Shijaku) – albański inżynier leśny, przedsiębiorca, deputowany do Zgromadzenia Albanii z ramienia Socjalistycznej Partii Albanii.

## Życiorys
W 1990 roku ukończył studia z zakresu inżynierii leśnej na Uniwersytecie Rolniczym w Tiranie. Od 1992 roku prowadzi własne przedsiębiorstwo.
W 2017 roku został deputowanym do albańskiego parlamentu z ramienia Socjalistycznej Partii Albanii.